# Stylianos Venetidis
Stylianos Venetidis (grč. Στέλιος Βενετίδης) (Larissa, Grčka, 19. studenog 1976.) je grčki nogometni trener i bivši nogometaš. Igra na poziciji lijevog beka te je bio član grčke reprezentacije koja je 2004. postala europski prvak. Na tom turniru je odigrao tri utakmice za Grčku.
Stylianos Venetidis je cijelu svoju igračku karijeru proveo u Grčkoj. Igrajući za Olympiacos, Venetidis je osvojio četiri naslova grčkog prvaka.

## Osvojeni trofeji

### Klupski trofeji
| Klub       | Natjecanje      | Godina |
| Grčka      | Grčka           | Grčka  |
| ---------- | --------------- | ------ |
| PAOK Solun | Grčki kup       | 2001.  |
| Olympiacos | Grčko prvenstvo | 2002.  |
| Olympiacos | Grčko prvenstvo | 2003.  |
| Olympiacos | Grčko prvenstvo | 2005.  |
| Olympiacos | Grčko prvenstvo | 2006.  |
| Larissa    | Grčki kup       | 2007.  |

### Reprezentativni trofej
| Portugal   | Portugal |
| Natjecanje | Trofej   |
| ---------- | -------- |
| EURO 04'   | Zlato    |

## Vanjske poveznice
- Profil igrača na web stranici Larisse F.C.  Arhivirana inačica izvorne stranice od 21. svibnja 2008. (Wayback Machine)
- AEL.gr  Arhivirana inačica izvorne stranice od 21. svibnja 2008. (Wayback Machine)
- National Football Teams.com